# Mark Zuckerberg
Mark Elliot Zuckerberg (født 14. maj 1984) er en amerikansk iværksætter og grundlægger af Facebook.
Som studerende på Harvard Universitet, udviklede han det sociale netværk Facebook med hjælp fra sine medstuderende Andrew McCollum og Eduardo Saverin, samt værelseskammeraterne Dustin Moskovitz og Chris Hughres.
Forbes vurderede i marts 2011, at Zuckerberg havde en personlig formue svarende til 13,5 milliarder amerikanske dollars.
Siden 2010 har Mark Zuckerberg været på Time Magazines liste over de 100 rigeste og mest indflydelsesrige personer i verden.
Facebooks tilblivelse er skildret i filmen The Social Network fra 2010.

## Privat
Mark Zuckerberg blev gift med Priscilla Chan 19. maj 2012.
Den 1. december 2015 annoncerede Zuckerberg fødslen af deres datter, Maxima Chan Zuckerberg ("Max"). De bød deres anden datter, August, velkommen i august 2017.